# Amaurobius kratochvili
Espèce
Amaurobius kratochvili est une espèce d'araignées aranéomorphes de la famille des Amaurobiidae.

## Distribution
Cette espèce se rencontre en Croatie et en Albanie

## Étymologie
Cette espèce est nommée en l'honneur de Josef Kratochvíl.

## Publication originale
- Miller, 1938 : Zwei neue Höhlenspinnen aus den Grotten Jugoslaviens. Festschrift zum 60. Geburtstage von Professor Dr. Embrik Strand, vol. 4, p. 629-633.